# Іваниця Михайло Михайлович
Михайло Михайлович Іваниця (нар. 8 серпня 1960, Українська РСР) — радянський футболіст та український футбольний тренер, виступав на позиції півзахисника.

## Кар'єра гравця
Футбольну кар'єру розпочав 1979 року в ужгородській «Говерлі». У 1982 році виступав в команді «Фрунзенець» (Суми). Але наступного року повернувся до Ужгорода, місцева команда якого змінила назву на «Закарпаття». Останнім клубом у кар'єрі Михайла стала «Зірка», де 1988 року він і завершив кар'єру.

## Кар'єра тренера
По завершенні кар'єри гравця розпочав тренерську діяльність. З 1992 року допомагав тренувати клуб з Ужгорода, який змінив назву на «Верховина». Потім очолював аматорський ФК «Ужгород». У 1998 році повернувся до роботи в рідному клубі, який змінив назву на «Закарпаття». Працював у клубі на різних посадах, а з 21 квітня 2008 року до червня 2009 року виконував обов'язки головного тренера команди. З 1 по 17 червня 2013 року фактично був виконувачем обов'язків головного тренера ужгородського клубу. З січня по липень 2016 року був головним тренером ФК «Баранинці», який виступав у першій лізі чемпіонату Закарпатської області. З серпня й до кінця 2016 року очолював «Минай».